# وبونگا
وبونگا (به لاتین: Łebunia) یک روستا در لهستان است که در گمینا تسویتسه واقع شده‌است. وبونگا ۶۶۶ نفر جمعیت دارد.